# Liste der olympischen Medaillengewinner aus Schweden/S–Ö
Bislang errangen schwedische Sportler insgesamt 690 olympische Medaillen (216 × Gold, 232 × Silber und 242 × Bronze). 
Zurück zur Liste der olympischen Medaillengewinner aus Schweden
- Medaillengewinner A bis C
- Medaillengewinner D bis I
- Medaillengewinner J bis L
- Medaillengewinner M bis R

## Medaillengewinner

### S
- Henri Saint Cyr – Reiten (4-0-0)
Helsinki 1952: Gold, Dressur Einzel
Helsinki 1952: Gold, Dressur Team
Stockholm 1956: Gold, Dressur Einzel
Stockholm 1956: Gold, Dressur Team
- Ulrich Salchow – Eiskunstlauf (1-0-0)
London 1908: Gold, Einzel Männer
- Dagmar Salén – Segeln (0-0-1)
Berlin 1936: Bronze, 6-Meter-Klasse Mixed
- Gösta Salén – Segeln (0-0-1)
London 1948: Bronze, 6-Meter-Klasse Männer
- Sven Salén – Segeln (0-0-1)
Berlin 1936: Bronze, 6-Meter-Klasse Männer
- Max Salminen – Segeln (1-0-0)
London 2012: Gold, Star Männer
- Tommy Salo – Eishockey (1-0-0)
Lillehammer 1994: Gold, Männer
- Evelina Samuelsson – Eishockey (0-0-1)
Salt Lake City 2002: Bronze, Frauen
- Gunnar Samuelsson – Skilanglauf (0-0-1)
Cortina d’Ampezzo 1956: Bronze, 4 × 10-km-Staffel Männer
- Jessica Samuelsson – Fußball (0-1-0)
Rio de Janeiro 2016: Silber, Frauen
- Lennart Samuelsson – Fußball (0-0-1)
Helsinki 1952: Bronze, Männer
- Mikael Samuelsson – Eishockey (1-0-0)
Turin 2006: Gold, Männer
- Sebastian Samuelsson – Biathlon (1-1-0)
Pyeongchang 2018: Silber, 12,5 km Verfolgung Männer
Pyeongchang 2018: Gold, 4 × 7,5-km-Staffel Männer
- Tommy Samuelsson – Eishockey (0-0-2)
Lake Placid 1980: Bronze, Männer
Calgary 1988: Bronze, Männer
- Ingrid Sandahl – Turnen (1-0-0)
Helsinki 1952: Gold, Gruppengymnastik Frauen
- Eric Sandberg – Segeln (0-1-1)
London 1908: Silber, 8-Meter-Klasse
Stockholm 1912: Bronze, 6-Meter-Klasse
- Gösta Sandberg – Fußball (0-0-1)
Helsinki 1952: Bronze, Männer
- Harald Sandberg – Segeln (0-0-1)
Stockholm 1912: Bronze, 6-Meter-Klasse Männer
- Carl Sandblom – Segeln (0-0-1)
Amsterdam 1928: Bronze, 8-Meter-Klasse Männer
- John Sandblom – Segeln (0-0-1)
Amsterdam 1928: Bronze, 8-Meter-Klasse Männer
- Philip Sandblom – Segeln (0-0-1)
Amsterdam 1928: Bronze, 8-Meter-Klasse Männer
- Örjan Sandler – Eisschnelllauf (0-0-1)
Grenoble 1968: Bronze, 10.000 m Männer
- Bertil Sandström – Reiten (0-3-0)
Antwerpen 1920: Silber, Dressur Einzel
Paris 1924: Silber, Dressur Einzel
Los Angeles 1932: Silber, Dressur Team
- Folke Sandström – Reiten (0-0-1)
Berlin 1936: Bronze, Dressur Team
- Nils Sandström – Leichtathletik (0-0-1)
Antwerpen 1920: Bronze, 4 × 100-m-Staffel Männer
- Tomas Sandström – Eishockey (0-0-1)
Sarajevo 1984: Bronze, Männer
- Ulf Sandström – Eishockey (0-0-1)
Calgary 1988: Bronze, Männer
- Rickard Sarby – Segeln (0-0-1)
Helsinki 1952: Bronze, Finn-Dinghy Männer
- Frans-Albert Schartau – Schießen (0-1-0)
London 1908: Silber, Kleinkalibergewehr Team Männer
- Lotta Schelin – Fußball (0-1-0)
Rio de Janeiro 2016: Silber, Frauen
- Olivia Schough – Fußball (0-2-0)
Rio de Janeiro 2016: Silber, Frauen
Tokio 2020: Silber, Frauen
- Daniel Sedin – Eishockey (1-1-0)
Turin 2006: Gold, Männer
Sotschi 2014: Silber, Männer
- Henrik Sedin – Eishockey (1-0-0)
Turin 2006: Gold, Männer
- Caroline Seger – Fußball (0-2-0)
Rio de Janeiro 2016: Silber, Frauen
Tokio 2020: Silber, Frauen
- Robert Selfelt – Reiten (0-1-1)
London 1948: Silber, Vielseitigkeit Team
London 1948: Bronze, Vielseitigkeit Einzel
- Linda Sembrant – Fußball (0-1-0)
Rio de Janeiro 2016: Silber, Frauen
- Gunnar Setterwall – Tennis (0-2-2)
London 1908: Bronze, Doppel (Halle) Männer
Stockholm 1912: Silber, Doppel (Halle) Männer
Stockholm 1912: Silber, Mixed (Rasen)
Stockholm 1912: Bronze, Mixed (Halle)
- Sven Selånger – Skispringen (0-1-0)
Garmisch-Partenkirchen 1936: Silber, Großschanze Männer
- Erik Severin – Curling (0-1-0)
Chamonix 1924: Silber, Männer
- Åke Seyffarth – Eisschnelllauf (1-1-0)
St. Moritz 1948: Gold, 10.000 m Männer
St. Moritz 1948: Silber, 1500 m Männer
- Margaretha Sigfridsson – Curling (0-1-0)
Sotschi 2014: Silber, Frauen
- Jakob Silfverberg – Eishockey (0-1-0)
Sotschi 2014: Silber, Männer
- Nils Silfverskiöld – Turnen (1-0-0)
Stockholm 1912: Gold, Schwedisches System Männer
- Carl Silfverstrand – Turnen (1-0-0)
Stockholm 1912: Gold, Schwedisches System Männer
- Thomas Sivertsson – Handball (0-2-0)
Atlanta 1996: Silber, Männer
Sydney 2000: Silber, Männer
- Curt Sjöberg – Turnen (1-0-0)
Antwerpen 1920: Gold, Schwedisches System Männer
- Gustav-Adolf Sjöberg – Schießen (0-1-0)
London 1908: Silber, Freies Gewehr Dreistellungskampf Team Männer
- Johanna Sjöberg – Schießen (0-0-1)
Sydney 2000: Bronze, 4 × 100-m-Freistil Frauen
- Patrik Sjöberg – Leichtathletik (0-2-1)
Los Angeles 1984: Silber, Hochsprung Männer
Seoul 1988: Bronze, Hochsprung Männer
Barcelona 1992: Silber, Hochsprung Männer
- Axel Sjöblad – Handball (0-1-0)
Barcelona 1992: Silber, Männer
- Axel Sjöblom – Turnen (1-0-0)
London 1908: Gold, Teammehrkampf Männer
- Sven-Olov Sjödelius – Kanu (2-0-0)
Rom 1960: Gold, Zweier-Kajak 1000 m Männer
Tokio 1964: Gold, Zweier-Kajak 1000 m Männer
- Therése Sjölander – Eishockey (0-1-1)
Salt Lake City 2002: Bronze, Frauen
Turin 2006: Silber, Frauen
- Stig Sjölin – Boxen (0-0-1)
Helsinki 1952: Bronze, Mittelgewicht Männer
- Ivar Sjölin – Ringen (0-1-0)
London 1948: Silber, Federgewicht Freistil Männer
- Laura Sjöqvist – Wasserspringen (0-0-1)
Amsterdam 1928: Bronze, Turmspringen Frauen
- Thure Sjöstedt – Ringen (1-1-0)
Amsterdam 1928: Gold, Halbschwergewicht Freistil Männer
Los Angeles 1932: Silber, Halbschwergewicht Freistil Männer
- Johan Sjöstrand – Handball (0-1-0)
London 2012: Silber, Männer
- Tore Sjöstrand – Leichtathletik (1-0-0)
London 1948: Gold, 3000 m Hindernis Männer
- Sarah Sjöström – Schwimmen (3-2-1)
Rio de Janeiro 2016: Bronze, 100 m Freistil Frauen
Rio de Janeiro 2016: Silber, 200 m Freistil Frauen
Rio de Janeiro 2016: Gold, 100 m Schmetterling Frauen
Tokio 2020: Silber, 50 m Freistil Frauen
Paris 2024: Gold, 50 m Freistil Frauen
Paris 2024: Gold, 100 m Freistil Frauen
- Ragnar Skanåker – Schießen (1-2-1)
München 1972: Gold, Freie Pistole Männer
Los Angeles 1984: Silber, Freie Pistole Männer
Seoul 1988: Silber, Freie Pistole Männer
Barcelona 1992: Bronze, Freie Pistole Männer
- Lars-Erik Skiöld – Ringen (0-0-1)
Moskau 1980: Bronze, Leichtgewicht griechisch-römisch Männer
- Ossian Skiöld – Leichtathletik (0-1-0)
Amsterdam 1928: Silber, Hammerwurf Männer
- Nils Skoglund – Wasserspringen (0-1-0)
Antwerpen 1920: Gold, Turmspringen 3 m und 10 m Männer
- Gunnar Sköld – Radsport (0-0-1)
Paris 1924: Bronze, Teamfahren Männer
- Olof Sköldberg – Schießen (0-2-0)
Helsinki 1952: Silber, Laufender Hirsch Männer
Melbourne 1956: Silber, Laufender Hirsch Männer
- Stig Sollander – Ski Alpin (0-0-1)
Cortina d’Ampezzo 1956: Bronze, Slalom Männer
- Arvid Spångberg – Wasserspringen (0-0-1)
London 1908: Bronze, Turmspringen Männer
- Olof Stahre – Reiten (1-1-0)
London 1948: Silber, Vielseitigkeit Team
Helsinki 1952: Gold, Vielseitigkeit Team
- Ragnar Stare – Schießen (0-1-0)
Antwerpen 1920: Silber, Kleinkaliber Team Männer
- Alexander Steen – Eishockey (0-1-0)
Sotschi 2014: Silber, Männer
- Janne Stefansson – Skilanglauf (1-0-0)
Innsbruck 1964: Gold, 4 × 10-km-Staffel Männer
- Rolf Steffenburg – Segeln (1-0-0)
Antwerpen 1920: Gold, 30-m²-Klasse Männer
- Ingemar Stenmark – Ski Alpin (2-0-1)
Innsbruck 1976: Bronze, Riesenslalom Männer
Lake Placid 1980: Gold, Riesenslalom Männer
Lake Placid 1980: Gold, Slalom Männer
- Harry Stenqvist – Radsport (1-1-0)
Antwerpen 1920: Gold, Einzelzeitfahren Männer
Antwerpen 1920: Silber, Teamfahren Männer
- Ulf Sterner – Eishockey (0-1-0)
Innsbruck 1964: Silber, Männer
- Henrik Stenson – Golf (0-1-0)
Rio de Janeiro 2016: Silber, Männer
- Yngve Stiernspetz – Turnen (1-0-0)
Stockholm 1912: Gold, Schwedisches System Männer
- Fredrik Stillman – Eishockey (1-0-0)
Lillehammer 1994: Gold, Männer
- Roland Stoltz – Eishockey (0-1-0)
Innsbruck 1964: Silber, Männer
- Sture Stork – Segeln (1-1-0)
Melbourne 1956: Gold, 5,5-Meter-R-Klasse Männer
Tokio 1964: Silber, 5,5-Meter-R-Klasse Männer
- Lennart Strand – Leichtathletik (0-1-0)
London 1948: Silber, 1500 m Männer
- Britt Strandberg – Skilanglauf (1-2-0)
Squaw Valley 1960: Gold, 3 × 5-km-Staffel Frauen
Innsbruck 1964: Silber, 3 × 5-km-Staffel Frauen
Grenoble 1968: Silber, 3 × 5-km-Staffel Frauen
- Daniel Ståhl – Leichtathletik (1-0-0)
Tokio 2020: Gold, Diskuswurf Männer
- Axel Ståhle – Reiten (1-0-0)
Paris 1924: Gold, Springreiten Team
- Kurt Sucksdorff – Eishockey (0-1-0)
St. Moritz 1928: Silber, Männer
- Harry Sundberg – Fußball (0-0-1)
Paris 1924: Bronze, Männer
- John Sundberg – Schießen (0-0-1)
Helsinki 1952: Bronze, Kleinkaliber-Dreistellungskampf Männer
- Jörgen Sundelin – Segeln (1-0-0)
Mexiko-Stadt 1968: Gold, 5,5-Meter-R-Klasse Männer
- Peter Sundelin – Segeln (1-0-0)
Mexiko-Stadt 1968: Gold, 5,5-Meter-R-Klasse Männer
- Ulf Sundelin – Segeln (1-0-0)
Mexiko-Stadt 1968: Gold, 5,5-Meter-R-Klasse Männer
- Daniel Sundén-Cullberg – Segeln (0-0-1)
Los Angeles 1932: Bronze, Star Männer
- Christoffer Sundgren – Curling (1-0-0)
Peking 2022: Gold, Männer
- Mats Sundin – Eishockey (1-0-0)
Turin 2006: Gold, Männer
- Ronnie Sundin – Eishockey (1-0-0)
Turin 2006: Gold, Männer
- Michael Sundlöv – Eishockey (1-0-0)
Lillehammer 1994: Männer
- Karl Sundqvist – Kanu (0-1-0)
Barcelona 1992: Silber, Zweier-Kajak 1000 m Männer
- Jonna Sundling – Skilanglauf (1-1-1)
Peking 2022: Gold, Sprint Frauen
Peking 2022: Silber, Teamsprint Frauen
Peking 2022: Bronze, 4 × 5-km-Staffel Frauen
- Holger Sundström – Segeln (0-0-1)
Tokio 1964: Bronze, Star
- Tommy Suoraniemi – Handball (0-1-0)
Barcelona 1992: Silber, Männer
- Malin Svahnström – Schwimmen (0-0-1)
Sydney 2000: Bronze, 4 × 100 m Freistil Frauen
- Gunde Svan – Skilanglauf (4-1-1)
Sarajevo 1984: Gold, 15 km Männer
Sarajevo 1984: Gold, 4 × 10-km-Staffel Männer
Sarajevo 1984: Silber, 50 km Männer
Sarajevo 1984: Bronze, 30 km Männer
Calgary 1988: Gold, 50 km Freistil Männer
Calgary 1988: Gold, 4 × 10-km-Staffel Männer
- John Svanberg – Leichtathletik (0-0-1)
London 1908: Bronze, 5 Meilen Männer
- Rudolf Svedberg – Ringen (1-0-0)
Berlin 1936: Gold, Weltergewicht griechisch-römisch Männer
- Ruth Svedberg – Leichtathletik (0-0-1)
Amsterdam 1928: Bronze, Diskuswurf Frauen
- Alf Svensén – Turnen (1-0-0)
Antwerpen 1920: Gold, Schwedisches System Männer
- Artur Svensson – Leichtathletik (0-1-0)
Paris 1924: Silber, 4 × 100-m-Staffel Männer
- Egon Svensson – Ringen (0-1-0)
Berlin 1936: Silber, Bantamgewicht griechisch-römisch Männer
- Eric Svensson – Leichtathletik (0-1-0)
Los Angeles 1932: Silber, Dreisprung Männer
- Fritjof Svensson – Ringen (0-0-1)
Antwerpen 1920: Bronze, Federgewicht griechisch-römisch Männer
- Gottfrid Svensson – Ringen (0-1-0)
Antwerpen 1920: Silber, Leichtgewicht Freistil Männer
- Gustaf Svensson – Segeln (0-1-0)
Antwerpen 1920: Silber, 40-m²-Klasse Männer
- Kalle Svensson – Fußball (0-0-1)
Helsinki 1952: Bronze, Männer
- Karl-Johan Svensson – Turnen (2-0-0)
London 1908: Gold, Teammehrkampf Männer
Stockholm 1912: Gold, Schwedisches System Männer
- Karl-Erik Svensson – Turnen (1-0-0)
Stockholm 1912: Gold, Schwedisches System Männer
- Kjell Svensson – Eishockey (0-1-0)
Innsbruck 1964: Silber, Männer
- Lars Åke Svensson – Eishockey (0-0-1)
Oslo 1952: Bronze, Männer
- Magnus Svensson – Eishockey (1-0-0)
Lillehammer 1994: Gold, Männer
- Marcus Svensson – Schießen (0-1-0)
Rio de Janeiro 2016: Silber, Skeet Männer
- Per Svensson – Segeln (0-1-0)
Tokio 1964: Silber, Halbschwergewicht griechisch-römisch Männer
- Ragnar Svensson – Segeln (0-1-0)
Antwerpen 1920: Silber, 40-m²-Klasse
- Rudolf Svensson – Ringen (2-2-0)
Paris 1924: Silber, Halbschwergewicht Freistil Männer
Paris 1924: Silber, Halbschwergewicht griechisch-römisch Männer
Amsterdam 1928: Gold, Schwergewicht griechisch-römisch Männer
Los Angeles 1932: Gold, Halbschwergewicht griechisch-römisch Männer
- Sigurd Svensson – Reiten (0-1-0)
London 1948: Silber, Vielseitigkeit Team
- Torsten Svensson – Fußball (0-0-1)
Paris 1924: Bronze, Männer
- Tomas Svensson – Handball (0-3-0)
Barcelona 1992: Silber, Männer
Atlanta 1996: Silber, Männer
Sydney 2000: Silber, Männer
- Ninna Swaab – Reiten (0-0-1)
München 1972: Bronze, Dressur Team
- Alfred Swahn – Schießen (3-3-3)
London 1908: Gold, Laufender Hirsch Einzelschuss Team Männer
Stockholm 1912: Gold, Laufender Hirsch Einzelschuss Männer
Stockholm 1912: Gold, Laufender Hirsch Einzelschuss Team Männer
Antwerpen 1920: Silber, Laufender Hirsch Einzelschuss Männer
Antwerpen 1920: Silber, Laufender Hirsch Doppelschuss Team Männer
Antwerpen 1920: Bronze, Tontaubenschießen, Team
Paris 1924: Silber, Laufender Hirsch Einzelschuss Team Männer
Paris 1924: Bronze, Laufender Hirsch Doppelschuss Männer
Paris 1924: Bronze, Laufender Hirsch Doppelschuss Team Männer
- Oscar Swahn – Schießen (3-1-2)
London 1908: Gold, Laufender Hirsch Einzelschuss Männer
London 1908: Gold, Laufender Hirsch Einzelschuss Team Männer
London 1908: Bronze, Laufender Hirsch Doppelschuss Männer
Stockholm 1912: Gold, Laufender Hirsch Einzelschuss Team Männer
Stockholm 1912: Bronze, Laufender Hirsch Doppelschuss Männer
Antwerpen 1920: Silber, Laufender Hirsch Doppelschuss Team Männer
- Torsten Sylvan – Reiten (0-1-0)
Paris 1924: Silber, Vielseitigkeit Team
- Hugo Sällström – Segeln (0-1-0)
Stockholm 1912: Silber, 12-Meter-Klasse Männer
- Klas Särner – Turnen (1-0-0)
Antwerpen 1920: Gold, Schwedisches System Männer
- Anders Södergren – Skilanglauf (1-0-1)
Turin 2006: Bronze, 4 × 10-km-Staffel Männer
Vancouver 2010: Gold, 4 × 10-km-Staffel Männer
- Benny Södergren – Ski Alpin (0-0-1)
Innsbruck 1976: Bronze, 50 km Männer
- Håkan Södergren – Eishockey (0-0-2)
Sarajevo 1984: Bronze, Männer
Calgary 1988: Bronze, Männer
- Gunnar Söderlindh – Turnen (1-0-0)
Antwerpen 1920: Gold, Schwedisches System Männer
- Michael Söderlund – Schwimmen (0-0-1)
Los Angeles 1984: Bronze, 4 × 100-m-Freistil Männer
- Bruno Söderström – Leichtathletik (0-0-1)
London 1908: Bronze, Stabhochsprung Männer
- Dan Söderström – Eishockey (0-0-1)
Lake Placid 1980: Bronze, Männer
- Marit Söderström – Segeln (0-1-0)
Seoul 1988: Silber, 470er Frauen
- Erik Sökjer-Petersén – Schießen (0-0-1)
Antwerpen 1920: Bronze, Tontaubenschießen Team Männer
- John Sörenson – Turnen (2-0-0)
Stockholm 1912: Gold, Schwedisches System Männer
Antwerpen 1920: Gold, Schwedisches System Männer
- Birger Sörvik – Turnen (1-0-0)
London 1908: Gold, Teammehrkampf Männer
- Haakon Sörvik – Turnen (1-0-0)
London 1908: Gold, Teammehrkampf Männer

### T
- Henrik Tallinder – Eishockey (0-1-0)
Sotschi 2014: Silber, Männer
- Roger Tallroth – Ringen (0-1-0)
Los Angeles 1984: Silber, Weltergewicht griechisch-römisch Männer
- Mikael Tellqvist – Eishockey (1-0-0)
Turin 2006: Gold, Männer
- Georg Tengvall – Segeln (1-0-0)
Antwerpen 1920: Gold, 40-m²-Klasse Männer
- Josef Ternström – Tennis (1-0-0)
Stockholm 1912: Gold, Querfeldeinlauf Team Männer
- Mats Thelin – Eishockey (0-0-1)
Sarajevo 1984: Bronze, Männer
- Åke Thelning – Reiten (1-0-0)
Paris 1924: Gold, Springreiten Team
- Michael Thelvén – Eishockey (0-0-1)
Sarajevo 1984: Bronze, Männer
- Alvar Thiel – Segeln (0-1-0)
Stockholm 1912: Silber, 8-Meter-Klasse Männer
- Sven Thofelt – Moderner Fünfkampf, Fechten (1-1-1)
Amsterdam 1928: Gold, Moderner Fünfkampf Männer
Berlin 1936: Silber, Degen Team Männer
London 1948: Bronze, Degen Team Männer
- Hasse Thomsén – Boxen (0-0-1)
München 1972: Bronze, Schwergewicht Männer
- Sven Thorell – Segeln (1-0-0)
Amsterdam 1928: Gold, Jolle Männer
- Per Thorén – Eiskunstlauf (0-0-1)
London 1908: Bronze, Einzel Männer
- William Thoresson – Turnen (1-1-0)
Helsinki 1952: Gold, Bodenturnen Männer
Melbourne 1956: Silber, Bodenturnen Männer
- Edmund Thormählen – Segeln (0-1-0)
London 1908: Silber, 8-Meter-Klasse Männer
- Pierre Thorsson – Handball (0-3-0)
Barcelona 1992: Silber, Männer
Atlanta 1996: Silber, Männer
Sydney 2000: Silber, Männer
- Sven Thunman – Eishockey (0-0-1)
Oslo 1952: Bronze, Männer
- Lars Thörn – Segeln (1-1-0)
Melbourne 1956: Gold, 5,5-Meter-R-Klasse Männer
Tokio 1964: Silber, 5,5-Meter-R-Klasse Männer
- Katarina Timglas – Eishockey (0-1-0)
Turin 2006: Silber, Frauen
- Jesper Tjäder – Freestyle-Skiing (0-0-1)
Peking 2022: Bronze, Slopestyle Männer
- Daniel Tjärnqvist – Eishockey (1-0-0)
Turin 2006: Gold, Männer
- Arne Tollbom – Fechten (0-0-1)
London 1948: Bronze, Degen Team Männer
- Therese Torgersson – Segeln (0-0-1)
Athen 2004: Bronze, 470er Frauen
- Knut Torell – Turnen (1-0-0)
Stockholm 1912: Gold, Schwedisches System Männer
- Orvar Trolle – Schwimmen (0-0-1)
Paris 1924: Bronze, 4 × 200 m Freistil Männer
- Nils Täpp – Skilanglauf (1-0-1)
St. Moritz 1948: Gold, 4 × 10-km-Staffel Männer
Oslo 1952: Bronze, 4 × 10-km-Staffel Männer
- Hjördis Töpel – Wasserspringen, Schwimmen (0-0-2)
Paris 1924: Bronze, Turmspringen Frauen
Paris 1924: Bronze, 4 × 100-m-Freistil Frauen
- Gösta Törner – Turnen (1-0-0)
Antwerpen 1920: Gold, Schwedisches System Männer
- Wilhelm Törsleff – Segeln (0-0-1)
Amsterdam 1928: Bronze, 8-Meter-Klasse Männer

### U
- Bertil Uggla – Leichtathletik, Moderner Fünfkampf (0-0-2)
Stockholm 1912: Bronze, Stabhochsprung Männer
Paris 1924: Bronze, Moderner Fünfkampf Einzel Männer
- Torsten Ullman – Segeln (1-0-2)
Berlin 1936: Gold, Scheibenpistole Männer
Berlin 1936: Bronze, Schnellfeuerpistole Männer
London 1948: Bronze, Freie Pistole Männer
- Gunnar Utterberg – Kanu (1-0-0)
Tokio 1964: Gold, Zweier-Kajak 1000 m Männer
- Sven Utterström – Skilanglauf (1-0-0)
Lake Placid 1932: Gold, 18 km Männer

### V
- Nils van der Poel – Eisschnelllauf (2-0-0)
Peking 2022: Gold, 5000 m Männer
Peking 2022: Gold, 10.000 m Männer
- Edvin Vesterby – Ringen (0-1-0)
Melbourne 1956: Silber, Bantamgewicht griechisch-römisch Männer
- Anna Vikman – Eishockey (0-1-1)
Salt Lake City 2002: Bronze, Frauen
Turin 2006: Silber, Frauen
- Karl-Gustaf Vingqvist – Turnen (2-0-0)
London 1908: Gold, Teammehrkampf Männer
Stockholm 1912: Gold, Schwedisches System Männer
- Ljubomir Vranjes – Handball (0-1-0)
Sydney 2000: Silber, Männer
- Björne Väggö – Fechten (0-1-0)
Los Angeles 1984: Silber, Degen Einzel Männer

### W
- Karl Wahlberg – Curling (0-1-0)
Chamonix 1924: Silber, Männer
- Jan-Ove Waldner – Tischtennis (1-1-0)
Barcelona 1992: Gold, Einzel Männer
Sydney 2000: Silber, Einzel Männer
- Walter Wallberg – Freestyle-Skiing (1-0-0)
Peking 2022: Gold, Buckelpiste Männer
- Uno Wallentin – Segeln (0-1-0)
Berlin 1936: Silber, Star Männer
- Hans Wallén – Segeln (0-1-0)
Atlanta 1996: Silber, Star Männer
- Erik Wallerius – Segeln (1-1-0)
London 1908: Silber, 8-Meter-Klasse Männer
Stockholm 1912: Gold, 10-Meter-Klasse Männer
- Christer Wallin – Schwimmen (0-2-0)
Barcelona 1992: Silber, 4 × 200 m Freistil Männer
Atlanta 1996: Silber, 4 × 200 m Freistil Männer
- Harald Wallin – Segeln (1-1-0)
London 1908: Silber, 8-Meter-Klasse Männer
Stockholm 1912: Gold, 10-Meter-Klasse Männer
- Arvid Wallman – Wasserspringen (1-0-0)
Antwerpen 1920: Gold, Turmspringen 3 m und 10 m Männer
- Mats Waltin – Eishockey (0-0-2)
Lake Placid 1980: Bronze, Männer
Sarajevo 1984: Bronze, Männer
- Fred Warngård – Leichtathletik (0-0-1)
Berlin 1936: Bronze, Hammerwurf Männer
- Thomas Wassberg – Skilanglauf (4-0-0)
Lake Placid 1980: Gold, 15 km Männer
Sarajevo 1984: Gold, 50 km Männer
Sarajevo 1984: Gold, 4 × 10-km-Staffel Männer
Calgary 1988: Gold, 4 × 10-km-Staffel Männer
- Folke Wassén – Segeln (0-0-1)
Helsinki 1952: Bronze, 5,5-Meter-R-Klasse Männer
- Magnus Wassén – Segeln (0-0-1)
Helsinki 1952: Bronze, 5,5-Meter-R-Klasse Männer
- Ulf Weinstock – Eishockey (0-0-1)
Lake Placid 1980: Bronze, Männer
- Gustaf Wejnarth – Leichtathletik (0-1-0)
Paris 1924: Silber, 4 × 100-m-Staffel Männer
- Edward Wennerholm – Turnen (1-0-0)
Stockholm 1912: Gold, Schwedisches System Männer
- Gunnar Wennerström – Wasserball (0-0-1)
London 1908: Bronze, Männer
- Maria Wennerström – Curling (0-1-0)
Sotschi 2014: Silber, Frauen
- Stig Wennerström – Segeln (0-1-0)
München 1972: Silber, Soling Männer
- Georg Werner – Schwimmen (0-0-1)
Paris 1924: Bronze, 4 × 200 m Freistil Männer
- Tommy Werner – Schwimmen (0-1-0)
Barcelona 1992: Silber, 4 × 200 m Freistil Männer
- Claës-Axel Wersäll – Turnen (1-0-0)
Stockholm 1912: Gold, Schwedisches System Männer
- Stellan Westerdahl – Segeln (0-1-0)
München 1972: Silber, Star Männer
- Carl Westergren – Ringen (3-0-0)
Antwerpen 1920: Gold, Mittelgewicht griechisch-römisch Männer
Paris 1924: Gold, Halbschwergewicht griechisch-römisch Männer
Los Angeles 1932: Gold, Schwergewicht Freistil Männer
- Herbert Westermark – Segeln (0-1-0)
Stockholm 1912: Silber, 8-Meter-Klasse Männer
- Nils Westermark – Segeln (0-1-0)
Stockholm 1912: Silber, 8-Meter-Klasse Männer
- Hans Wetterström – Kanu (1-1-0)
London 1948: Gold, Zweier-Kajak 10.000 m Männer
Helsinki 1952: Silber, Zweier-Kajak 10.000 m Männer
- Victor Wetterström – Curling (0-1-0)
Chamonix 1924: Silber, Männer
- Pernilla Wiberg – Ski Alpin (2-1-0)
Albertville 1992: Gold, Riesenslalom Frauen
Lillehammer 1994: Gold, Alpine Kombination Frauen
Nagano 1998: Silber, Abfahrt Frauen
- Susanne Wiberg – Kanu (1-2-0)
Los Angeles 1984: Silber, Vierer-Kajak 500 m Frauen
Barcelona 1992: Silber, Zweier-Kajak 500 m Frauen
Atlanta 1996: Gold, Zweier-Kajak 500 m Frauen
- Edvin Wide – Leichtathletik (0-1-4)
Antwerpen 1920: Bronze, 3000 m Team Männer
Paris 1924: Silber, 10.000 m Männer
Paris 1924: Bronze, 5000 m Männer
Amsterdam 1928: Bronze, 5000 m Männer
Amsterdam 1928: Bronze, 10.000 m Männer
- Nils Widforss – Turnen (1-0-0)
London 1908: Gold, Teammehrkampf Männer
- Hugo Wieslander – Leichtathletik (0-1-0)
Stockholm 1912: Silber, Zehnkampf Männer
- Emma Wikén – Skilanglauf (1-0-0)
Sotschi 2014: Gold, 4 × 5-km-Staffel Frauen
- Elis Wiklund – Skilanglauf (1-0-0)
Garmisch-Partenkirchen 1936: Gold, 50 km Männer
- Tord Wiksten – Biathlon (0-0-1)
Albertville 1992: Bronze, 4 × 7,5-km-Staffel Männer
- Axel Wikström – Skilanglauf (0-2-0)
Lake Placid 1932: Silber, 18 km Männer
Garmisch-Partenkirchen 1936: Silber, 50 km Männer
- Leif Wikström – Segeln (1-0-0)
Melbourne 1956: Gold, Drachen Männer
- Ernst Wide – Leichtathletik (0-1-0)
Stockholm 1912: Silber, 3000 m Team Männer
- Leo Wilkens – Rudern (0-1-0)
Stockholm 1912: Silber, Vierer ohne Steuermann (Dollengigs)
- David Wiman – Turnen (1-0-0)
Stockholm 1912: Gold, Schwedisches System Männer
- Pernilla Winberg – Eishockey (0-1-0)
Turin 2006: Silber, Frauen
- Magnus Wislander – Handball (0-3-0)
Barcelona 1992: Silber, Männer
Atlanta 1996: Silber, Männer
Sydney 2000: Silber, Männer
- Lars-Erik Wolfbrandt – Leichtathletik (0-0-1)
London 1948: Bronze, 4 × 400-m-Staffel Männer
- Rasmus Wranå – Curling (1-0-1)
Sotschi 2014: Bronze, Männer
Peking 2022: Gold, Männer
- Göte Wälitalo – Eishockey (0-0-1)
Sarajevo 1984: Bronze, Männer

### Z
- Vendela Zachrisson – Segeln (0-0-1)
Athen 2004: Bronze, 470er Frauen
- John Zander – Leichtathletik (0-1-0)
Stockholm 1912: Silber, 3000 m Team Männer
- Robert Zander – Fußball (0-0-1)
Paris 1924: Bronze, Männer
- Henrik Zetterberg – Eishockey (1-1-0)
Turin 2006: Gold, Männer
Sotschi 2014: Silber, Männer

### Å
- Georg Åberg – Leichtathletik (0-1-1)
Stockholm 1912: Silber, Dreisprung Männer
Stockholm 1912: Bronze, Weitsprung Männer
- Erik Ågren – Boxen (0-0-1)
Berlin 1936: Bronze, Leichtgewicht Männer
- Mats Åhlberg – Eishockey (0-0-1)
Lake Placid 1980: Bronze, Männer
- Annica Åhlén – Eishockey (0-0-1)
Salt Lake City 2002: Bronze, Frauen
- Johan Petter Åhlén – Curling (0-1-0)
Chamonix 1924: Silber, Männer
- Thomas Åhlén – Eishockey (0-0-1)
Sarajevo 1984: Bronze, Männer
- Olle Åhlund – Fußball (0-0-1)
Helsinki 1952: Bronze, Männer
- Arne Åhman – Leichtathletik (1-0-0)
London 1948: Gold, Dreisprung Männer
- David Åhman – Beachvolleyball (1-0-0)
Paris 2024: Gold, Männer
- Gunnar Åkerlund – Kanu (1-1-0)
London 1948: Gold, Zweier-Kajak 10.000 m Männer
Helsinki 1952: Silber, Zweier-Kajak 10.000 m Männer
- Olle Åkerlund – Segeln (1-0-0)
Los Angeles 1932: Gold, 6-Meter-Klasse Männer
- Gösta Åsbrink – Turnen, Moderner Fünfkampf (1-1-0)
London 1908: Gold, Teammehrkampf Männer
Stockholm 1912: Silber, Moderner Fünfkampf Männer
- Peter Åslin – Eishockey (0-0-1)
Calgary 1988: Bronze, Männer

### Ö
- Carl-Göran Öberg – Eishockey (0-1-0)
Innsbruck 1964: Silber, Männer
- Elvira Öberg – Biathlon (1-2-0)
Peking 2022: Gold, 4 × 6-km-Staffel Frauen
Peking 2022: Silber, 7,5 km Sprint Frauen
Peking 2022: Silber, 10 km Verfolgung Frauen
- Hanna Öberg – Biathlon (2-1-0)
Pyeongchang 2018: Gold, 15 km Einzel Frauen
Pyeongchang 2018: Silber, 4 × 6-km-Staffel Frauen
Peking 2022: Gold, 4 × 6-km-Staffel Frauen
- Hans Öberg – Eishockey (0-0-1)
Oslo 1952: Bronze, Männer
- Sigfrid Öberg – Eishockey (0-1-0)
St. Moritz 1928: Silber, Männer
- Ture Ödlund – Curling (0-1-0)
Chamonix 1924: Silber, Männer
- Jens Öhling – Eishockey (0-0-2)
Sarajevo 1984: Bronze, Männer
Calgary 1988: Bronze, Männer
- Mattias Öhlund – Eishockey (1-0-0)
Turin 2006: Gold, Männer
- Uno Öhrlund – Eishockey (0-1-0)
Innsbruck 1964: Silber, Männer
- Mikael Örn – Schwimmen (0-0-1)
Los Angeles 1984: Bronze, 4 × 100-m-Freistil Männer
- Stefan Örnskog – Eishockey (1-0-0)
Lillehammer 1994: Gold, Männer
- Ruben Örtegren – Schießen (0-1-0)
Stockholm 1912: Silber, Kleinkaliber Team Männer
- Nils Östensson – Skilanglauf (1-1-0)
St. Moritz 1948: Gold, 4 × 10-km-Staffel Männer
St. Moritz 1948: Silber, 18 km Männer
- Per-Olof Östrand – Schwimmen (0-0-1)
Helsinki 1952: Bronze, 400 m Freistil Männer